# Joshimath
Josimath, también conocida como Jyotir Math y Jyotirmath es una ciudad del distrito de Chamoli en el estado de Uttarakhand, en la India.
En el año 2001 tenía 13.202 habitantes, con un 61 por ciento de población masculina. 
Jyotirmayth es el uttarāmnāya matha o monasterio norte, una de las cuatro instituciones cardinales establecidas por Adi Shankara. Las otras son Sringeri, Puri y Dwaraka. De acuerdo a la tradición, este matha está al cargo del Átharva Vedá. Esta ciudad está cerca de la ciudad de peregrinación de Badrinath y suele ser punto de partida de los viajeros que vayan al parque nacional del Valle de las Flores (Valley of Flowers National Park).
Este matha, templo o lugar sagrado, esta activo desde 1940 y hay una controvesia sobre la sucesión del cabeza visible o Shankaracharya del templo, que hasta 1953 fue Swami Brahmananda Saraswati. 